# Poleana (Slohîni), Starîi Sambir
Poleana (în ucraineană Поляна) este un sat în comuna Slohîni din raionul Starîi Sambir, regiunea Liov, Ucraina.

## Demografie
Componența lingvistică a localității Poleana
     Ucraineană (99,72%)
Conform recensământului din 2001, majoritatea populației localității Poleana era vorbitoare de ucraineană (99,72%), existând în minoritate și vorbitori de alte limbi.